# Isabel Novella
Isabel Novella é uma cantora moçambicana de word music, soul, pop e jazz.

## Biografia
Isabel Novella nasceu em Maputo, Moçambique, e cresceu em palcos de música ao redor do mundo. Aos dez anos compôs a sua primeira canção, e aos catorze já integrava os backing vocals de grupos de Moçambique, África do Sul e Países Baixos. Ela tem atuado, desde 2005, em conjunto com Neco Novellas (sua banda família) em mais de 50 festivais na Europa, incluindo, Dunya, Oreol, Roots, Mundial, e North Sea Jazz Festival (todos na Holanda), além de outros festivais de world music e jazz na França, Berlim, Bulgária, Bélgica, Luxemburgo. Isabel Novella escreve suas músicas em português, inglês, chope e changana.

## Discografia
- 2012 - Isabel Novella – EP (Native Rhythms/Sony Music)
- 2013 - Isabel Novella – (Native Rhythms/Sony Music)